# Obravnava bolnika s stomo na domu
Stoma je lahko z operativnim postopkom izpeljana iz katerega koli votlega organa človeka. Glede namen delimo stome na začasne in trajne. Začasne so torej vstavljene le za določeno življenjsko obdobje, trajne pa delujejo do konca življenja. Medicinske sestre v patronažnem varstvu pri obisku na domu vedno bolj aktivno vključujejo bolnika v samo nego in oskrbo njegove stome.

## Stoma
Stoma je po definiciji umetna odprtina na površini telesa. Stome lahko razdelimo glede na njihovo funkcijo: poznamo dihalne, hranilne in izločalne. Dihalne stome ali traheostome so izpeljane iz sapnika in so namenjene dihanju s pomočjo kanile. Hranilne stome so tiste, po katerih človek dobi hranilne snovi v obliki posebej prilagojene hrane in so izpeljane iz želodca ali iz tankega črevesja. Izločalne stome delimo glede na vrsto izločka, in sicer na črevesne izločalne stome in urostome. Črevesne izločalne stome so namenjene izločanju blata iz telesa in so izpeljane iz debelega črevesja ali iz spodnjega tankega črevesja (ileuma). Urostome pa so namenjene izločanju urina in izvirajo iz sečnega mehurja ali iz ledvičnega meha. Izločalne stome imajo ob stiku s kožo tudi zbiralnike izločkov v obliki stomalne vrečke. 

### Izraz Stoma
Stoma je lahko z operativnim postopkom izpeljana iz katerega koli votlega organa človeka, pri čemer je naziv operativnega postopka razdeljen na dva dela. Prvi del naziva vsebuje latinski izraz za votel organ, iz katerega umetna stoma izvira, temu delu pa sledi pripona »ostomija«. Tako se operacija izpeljave stome iz želodca na površino telesa imenuje gastrostomija.

### Zapleti
Možni zapleti operacij z oblikovanjem stome so hematom, absces, edem, retrakcija oziroma vgreznjenje stome, fistula, nekroza, parastomalna kila, ileus, stenoza oziroma zožanje in prolaps oziroma izpad črevesja.

## Zdravstvenga nega stome
Pri vseh treh vrstah stom je potrebno posvečati veliko pozornosti in časa negovanju same stome kot tudi opazovanju in negovanju kože v neposredni okolici stome. Ob neprimerni oskrbi stome lahko pride do zgodnjih in poznih zapletov, kot so vnetje okoliške kože, bolečine in zamašitev stome. Da bi se izognili zapletom, jih je potrebno redno negovati, še posebej izločalne stome, katerih posebnost je, da imajo stomalne vrečke. Slednje je potrebno menjati pri približno eni tretjini vsebine. Za menjavo potrebujemo zaščitno podlogo, novo stomalno vrečko, namiljene krpice oziroma zložence, škarje in šablono za merjenje premera stome ter koš za odpadke. Za nego okoliške kože lahko uporabimo tudi dermatološko testirane kreme brez dodatkov. Poleg tega postopka je priporočljivo redno samoklistiranje, ki poteka zelo podobno kot pri klistiranju po naravni poti; vrečko s toplo vodo povežemo s stomo in vanjo spustimo toplo vodo.

### Patronažna zdravstvena nega
Patronažna zdravstvena nega je del primarnega zdravstva in se nanaša na zdravstveno in socialno varstvo bolnikov oziroma družin ter deluje v lokalnih skupnostih in znotraj bolnikovega doma. Medicinske sestre v patronaži lahko delujejo vzgojno, psihološko, pedagoško, na področju preventive, kurative, ipd. Cilj delovanja je kakovostna zdravstvena oskrba bolnika v domačem okolju in reševanje njegovih problemov. Pomembno je sodelovanje z osebnimi zdravniki, kateri pa ne potrebujejo izdati delovnega naloga za obisk patronažne medicinske sestre bolnika s stomo. Medicinska sestra si lahko sama načrtuje preventivne patronažne obiske, za katere je tudi odgovorna. Vsi ti omenjeni preventivni obiski pripomorejo k izboljšanju kakovosti življenja bolnika.

### Enterostomalni terapevti
Specifično na področju obravnave bolnikov s stomo na domu, se ukvarjajo medicinske sestre enterostomalne terapevtke, ki so se po pridobljeni diplomi še dodatno izobraževale na področju oskrbe prehranjevalnih, izločalnih in dihalnih stom ter ran in varovancev z inkontinenco.

## Življenje s stomo
Osebe s stomo so izpostavljeni drastični spremembi življenja. Velikokrat tekom hospitalizacije ti bolniki prejmejo ogromno nekih novih informacij o negi stome in priporočil oziroma navodil o načinu življenja po odpustu iz bolnišnice. Tako je posledično veliko bolnikov preobremenjenih in zaskrbljenih ter potrebujejo psihično in fizično podporo s strani strokovno usposobljenega zdravstvenega osebja. Tu v ospredje stopi delo enterostomalne terapevtke, ki izobražuje bolnika s stomo, mu svetuje glede spolnega življenja in prehrane, življenjskega sloga, mu predstavi uporabo pripomočkov za nego in oskrbo stome ter okoliške kože, ki bi ohranjali njeno celovitost, s čimer lahko vpliva na znižanje stroškov zdravstvene oskrbe bolnika na domu.

### Društvi ILCO in Glas
Poleg medicinskih sester v patronaži na primarni ravni so bolnikom na voljo tudi druge organizirane oblike pomoči. Glas predstavlja združenje namenjeno bolnikom z rakom debelega črevesja in danke, društvo ILCO združuje bolnike s stomo, prav tako pa obstaja tudi Sekcija medicinskih sester v enterostomalni terapiji, ki združuje strokovnjake na področju enterostomalne terapije. Omenjena sekcija se prizadeva za izboljšanje življenj bolnikov s stomo, prav tako pa je ugotovila pogoste probleme primanjkanja pripomočkov in slabo poučenih bolnikov ob odpustu iz bolnišničnega okolja.

## Obisk patronažne sestre na domu
Ob vse krajših ležalnih dobah v bolnišnici, si osebe s stomo ne predstavljajo, kakšno bo njihovo novo življenje v domačem okolju, zato je nujno potrebna podpora strokovno usposobljenega zdravstvenega osebja na domu. Bolniku s stomo pripada obisk diplomirane medicinske sestre v patronažnem varstvu oziroma enterostomalne terapevtke, z namenom nudenja ustrezne pomoči družini za čim kakovostnejši način življenja. 
V zgodnjem obdobju po odpustu iz bolnišnice so pri bolniku s stomo potrebne pogostejše obravnave medicinske sestre v patronažnem varstvu, lahko enkrat ali večkrat dnevno, če pride do večjih zapletov (npr. na koži, kot vnetja), kasneje pa so lahko te obravnave tedenske, mesečne, letne, odvisno od bolnikovega zdravstvenega stanja in sposobnosti samooskrbe. 

#### Prvi obisk medicinske sestre v patronažnem varstvu
Na prvem obisku patronažna medicinska sestra oceni kvaliteto življenja osebe s stomo, razmere v družini in njegove potrebe. Na podlagi ocene ugotovljenega zdravstvenega stanja načrtuje, izvaja in vrednoti zdravstveno nego. Medicinska sestra v patronažnem varstvu je usmerjena k psihofizični pomoči bolniku in usposabljanju svojcev ali drugih bližnjih za pomoč pri začetnem uvajanju samooskrbe.

#### Cilji zdravstvene obravnave v patronažnem varstvu
Patronažna medicinska sestra si na začetku obravnave določi cilje katere želi doseči, pri posameznemu bolniku (npr. zagotoviti kakovostno in kontinuirano zdravstveno nego stome, poučiti svojce o oskrbi stome v primeru, ko je to potrebno, poučevati bolnika s stomo, mu svetovati o izbiri medicinsko tehničnih pripomočkov za oskrbo,..).

#### Delo medicinske sestre v patronažnem varstvu
Medicinske sestre v patronažnem varstvu pri obisku na domu vedno bolj aktivno vključujejo bolnika v samo nego in oskrbo njegove stome. Pri prvi menjavi bolnik samo opazuje patronažno medicinsko sestro, kako demonstrira menjavo stomalne vrečke, kako poteka nega stome, izrez odprtine in priprava kože. Ob naslednjih menjavah ga motivira, opozarja na pomembne detajle in postopno se vloge zamenjajo, bolnik v celoti poskrbi zase, medicinska sestra pa ostane le še kot svetovalka. 
Med samimi obiski patronažne medicinske sestre seznanjajo bolnike o ustrezni prehrani, svetujejo glede spolnega življenja, predstavijo možne komplikacije v zvezi s stomo in ukrepe za preprečevanje le teh. Pomembno je, da bolnik razume, da zaradi stome sprememba higienskih in drugih življenjskih navad izpred operacije, ni potrebna.
Delo medicinske sestre v patronažnem varstvu po obisku osebe s stomo je, da obvešča izbranega osebnega zdravnika, ki je podal delovni nalog. V primeru težav, takoj obvesti zdravnika, dokumentiranje v negovalno dokumentacijo (o stanju stome, stanju kože v okolici stome, prehranjevanju, odvajanju blata,..), kontaktira in sodeluje z ILCO zvezo in ILCO regijskimi društvi, ter se povezuje s službami, ki nudijo bolniku s stomo kakovostno zdravstveno nego in oskrbo s strani enterostomalnih terapevtov. Pomembno je tudi dokumentriranje povratne informacije bolnika, članov njegove družine in pomembnih drugih.